# Падовка (приток Самары)
Па́довка — река, протекает по территории Красноярского, Кинельского и Волжского районов Самарской области в России. Длина реки — 53 км, средний уклон русла — 3,3 ‰. Площадь водосборного бассейна — 422 км², средний уклон водосбора — 26,3 ‰, залесённость — 1 %, густота речной сети — 0,21 км/км².

## Описание
Падовка начинается от родника на высоте около 160 м над уровнем моря в 3 км юго-западнее села Чапаево. Генеральным направлением течения является юго-запад. В устье река теряется среди озёр правобережной поймы Самары между посёлками городского типа Смышляевка и Алексеевка на высоте около 30 м над уровнем моря.

## Данные водного реестра
По данным государственного водного реестра России относится к Нижневолжскому бассейновому округу, водохозяйственный участок реки — Самара от водомерного поста у села Елшанка до города Самара (выше города), без реки Большой Кинель. Речной бассейн реки — Волга от верховий Куйбышевского водохранилища до впадения в Каспий.
Код объекта в государственном водном реестре — 11010001112212100008655.